# Brasil na Copa América de 2011
A Seleção Brasileira de Futebol é umas das 12 equipes participantes na Copa América 2011, torneio que acontece entre 1 e 24 de julho de 2011 na Argentina.
No sorteio realizado em 11 de novembro em La Plata a Seleção do Brasil foi inserida no Grupo B juntamente com Paraguai, Equador e Venezuela, este último com quem fez a estreia. Foi eliminada nas quartas-de-final, após derrota em um novo jogo contra o Paraguai, na disputa por pênaltis.

## Jogadores
Baseado na convocação de 7 de junho, para a Copa América e com numeração oficial.
| Camisa | Nome                 | Posição   | Idade | Clube              | J Sel | J CA | Gol marcado | Penalizado com cartão amarelo | Penalizado · Penalizado · Expulso | Expulso |
| ------ | -------------------- | --------- | ----- | ------------------ | ----- | ---- | ----------- | ----------------------------- | --------------------------------- | ------- |
| 1      | Júlio César          | Goleiro   | 31    | Internazionale     | 55    | 4    | 0           | 0                             | 0                                 | 0       |
| 12     | Victor               | Goleiro   | 28    | Grêmio             | 5     | 0    | 0           | 0                             | 0                                 | 0       |
| 22     | Jefferson            | Goleiro   | 28    | Botafogo           | 0     | 0    | 0           | 0                             | 0                                 | 0       |
| 21     | Adriano              | Lateral   | 26    | Barcelona          | 9     | 0    | 0           | 0                             | 0                                 | 0       |
| 6      | André Santos         | Lateral   | 28    | Fenerbahçe         | 15    | 4    | 0           | 2                             | 0                                 | 0       |
| 2      | Daniel Alves         | Lateral   | 28    | Barcelona          | 46    | 2    | 0           | 1                             | 0                                 | 0       |
| 13     | Maicon               | Lateral   | 29    | Internazionale     | 63    | 2    | 0           | 1                             | 0                                 | 0       |
| 23     | David Luiz           | Zagueiro  | 24    | Chelsea            | 5     | 0    | 0           | 0                             | 0                                 | 0       |
| 3      | Lúcio                | Zagueiro  | 33    | Internazionale     | 101   | 4    | 0           | 0                             | 0                                 | 0       |
| 14     | Luisão               | Zagueiro  | 30    | Benfica            | 42    | 0    | 0           | 0                             | 0                                 | 0       |
| 4      | Thiago Silva         | Zagueiro  | 26    | Milan              | 13    | 4    | 0           | 1                             | 0                                 | 0       |
| 15     | Sandro               | Volante   | 22    | Tottenham          | 5     | 0    | 0           | 0                             | 0                                 | 0       |
| 5      | Lucas Leiva          | Volante   | 24    | Liverpool          | 10    | 4    | 0           | 1                             | 0                                 | 1       |
| 8      | Ramires              | Volante   | 24    | Chelsea            | 21    | 4    | 0           | 0                             | 0                                 | 0       |
| 17     | Elias                | Volante   | 26    | Atlético de Madrid | 5     | 1    | 0           | 0                             | 0                                 | 0       |
| 16     | Elano                | Meia      | 30    | Santos             | 46    | 3    | 0           | 0                             | 0                                 | 0       |
| 20     | Jádson               | Meia      | 27    | Shakhtar Donetsk   | 2     | 1    | 1           | 1                             | 0                                 | 0       |
| 10     | Paulo Henrique Ganso | Meia      | 21    | Santos             | 1     | 4    | 0           | 0                             | 0                                 | 0       |
| 18     | Lucas Moura          | Meia      | 18    | São Paulo          | 3     | 4    | 0           | 0                             | 0                                 | 0       |
| 9      | Alexandre Pato       | Atacante  | 21    | Milan              | 12    | 4    | 2           | 1                             | 0                                 | 0       |
| 7      | Robinho              | Atacante  | 27    | Milan              | 84    | 3    | 0           | 0                             | 0                                 | 0       |
| 19     | Fred                 | Atacante  | 27    | Fluminense         | 12    | 4    | 1           | 0                             | 0                                 | 0       |
| 11     | Neymar               | Atacante  | 19    | Santos             | 5     | 4    | 2           | 0                             | 0                                 | 0       |
|        | Mano Menezes         | Treinador | 48    |                    | 8     | 4    |             |                               |                                   |         |

## Jogos

### Primeira Fase

#### Grupo B
| Seleção   | P | J | V | E | D | GP | GC | SG |
| --------- | - | - | - | - | - | -- | -- | -- |
| Brasil    | 5 | 3 | 1 | 2 | 0 | 6  | 4  | +2 |
| Venezuela | 5 | 3 | 1 | 2 | 0 | 4  | 3  | +1 |
| Paraguai  | 3 | 3 | 0 | 3 | 0 | 5  | 5  | 0  |
| Equador   | 1 | 3 | 0 | 1 | 2 | 2  | 5  | -3 |

| 3 de julho | Brasil | 0 – 0     | Venezuela | Estádio Ciudad de La Plata, La Plata |
| 16:00      |        | Relatório |           | Árbitro: BOL Raúl Orosco             |

| 9 de julho | Brasil                | 2 – 2     | Paraguai                          | Estádio Mario Alberto Kempes, Córdoba |
| 16:00      | Jádson 38' · Fred 89' | Relatório | Santa Cruz 54' · Haedo Valdez 66' | Árbitro: COL Wilmar Roldán            |

| 13 de julho | Brasil                                    | 4 – 2     | Equador          | Estádio Mario Alberto Kempes, Córdoba |
| 21:45       | Alexandre Pato 28', 61' · Neymar 48', 71' | Relatório | Caicedo 36', 58' | Árbitro: URU Roberto Silvera          |

### Quartas-de-final
| 17 de julho | Brasil | 0 – 0 (pro) | Paraguai | Estádio Ciudad de La Plata, La Plata |
| 16:00       |        | Relatório   |          | Árbitro: ARG Sergio Pezzotta         |

|                                      |       | Penalidades                     |  |
| Elano Thiago Silva André Santos Fred | 0 – 2 | E. Barreto Estigarribia Riveros |  |